# Тоша
Тоша — река в России, протекает по Тетюшскому и Буинскому районам Татарстана. Правый приток реки Свияга. Длина — 16 км. Площадь бассейна 111 км².
Исток расположен за деревней Кляшево, устье же у села Степановка, севернее города Буинск.
Система водного объекта: Свияга → Волга → Каспийское море.

## Данные водного реестра
По данным государственного водного реестра России относится к Верхневолжскому бассейновому округу, водохозяйственный участок реки — Волга от Чебоксарского г/у (Чебоксарское водохранилище) до г. Казань без рр.Свияга и Цивиль, речной подбассейн реки — Волга от впадения Оки до Куйбышевского водохранилища (без бассейна Суры). Речной бассейн реки — (Верхняя) Волга до Куйбышевского вдхр. (без бассейна Оки).
Код объекта в государственном водном реестре — 08010400612112100002560.